# Едемисен
Едемисен (њем. Edemissen) општина је у њемачкој савезној држави Доња Саксонија. Једно је од 8 општинских средишта округа Пајне. Према процјени из 2010. у општини је живјело 12.473 становника. Посједује регионалну шифру (AGS) 3157001.

## Географски и демографски подаци
Едемисен се налази у савезној држави Доња Саксонија у округу Пајне. Општина се налази на надморској висини од 70 метара. Површина општине износи 103,7 km². У самом мјесту је, према процјени из 2010. године, живјело 12.473 становника. Просјечна густина становништва износи 120 становника/km².

## Међународна сарадња
| Мјесто | Држава    | Врста сарадње | Од    |
| ------ | --------- | ------------- | ----- |
| Шолн   | Француска | партнерство   | 1969. |
| Извор  |           |               |       |